# Fouchana (delegación)
Fouchana o Fushana (en árabe: فوشانة‎) es una delegación de la gobernación de Ben Arous en Túnez, cuya sede administrativa es la ciudad de Fushana. La población de la delegación de Fushana es de 56,628 habitantes (29,232 hombres y 27,396 mujeres) según las estadísticas de 2004. En abril de 2014 tenía una población censada de 74 868 habitantes.
Se encuentra ubicada al norte del país, junto a la costa del golfo de Túnez (mar Mediterráneo) y a poca distancia al sur de la capital del país, Túnez, y de la desembocadura del río Meyerda.  Limita al este y al sur con la delegación de Mornag, al oeste con la delegación de Al-Muhammadiya y la delegación de Sidi Hussein (gobernación de Túnez), y al norte con la delegación de Al-Muruj y la delegación de Al-Wardiya (gobernación de Túnez), además de la salina de Sejoumi.
Incluye las siguientes ciudades:
- Shabda
- Fushana
- Al-Mughira
- Na'san